# Algoritmo Remez
El algoritmo de Remez o algoritmo de intercambio de Remez, publicado por Evgeny Yakovlevich Remez en 1934, es un algoritmo iterativo utilizado para encontrar aproximaciones simples a funciones, específicamente, aproximaciones por funciones en un espacio Chebyshev que son las mejores en el sentido uniforme de la norma L ∞.
Un ejemplo típico de un espacio de Chebyshev es el subespacio de polinomios de Chebyshev de orden n en el espacio de funciones continuas reales en un intervalo, C[a,b ]. El polinomio de mejor aproximación dentro de un subespacio dado se define como el que minimiza la diferencia absoluta máxima entre el polinomio y la función. En este caso, la forma de la solución se precisa mediante el teorema de equioscilación . 

## Procedimiento
El algoritmo de Remez comienza con la función a ser aproximada {\displaystyle f} y un conjunto {\displaystyle X} de {\displaystyle n+2} puntos de muestra {\displaystyle x_{1},x_{2},...,x_{n+2}} en el intervalo de aproximación, generalmente los extremos del polinomio de Chebyshev se asignan linealmente al intervalo. Los pasos son: 
- Resolver el sistema lineal de ecuaciones.

{\displaystyle b_{0}+b_{1}x_{i}+...+b_{n}x_{i}^{n}+(-1)^{i}E=f(x_{i})} (dónde {\displaystyle i=1,2,...n+2} ),
para las incógnitas {\displaystyle b_{0},b_{1}...b_{n}} y E.
- Utilizar los {\displaystyle b_{i}} como coeficientes para formar un polinomio {\displaystyle P_{n}} .
- Encontrar el set {\displaystyle M} de puntos de error local máximo {\displaystyle |P_{n}(x)-f(x)|} .
- Si los errores en cada {\displaystyle m\in M} son de igual magnitud y se alternan en signo, entonces {\displaystyle P_{n}} es el polinomio de aproximación minimax. Si no, reemplace {\displaystyle X} con {\displaystyle M} y repita los pasos anteriores.

El resultado se denomina polinomio de mejor aproximación o algoritmo de aproximación minimax . 
W. Fraser ofrece una revisión de los tecnicismos en la implementación del algoritmo Remez.

### Sobre la elección de la inicialización
Los nodos de Chebyshev son una opción común para la aproximación inicial debido a su papel en la teoría de la interpolación polinómica. Para la inicialización del problema de optimización para la función f por el interpolante de Lagrange Ln(f), se puede demostrar que esta aproximación inicial está limitada por 
{\displaystyle \lVert f-L_{n}(f)\rVert _{\infty }\leq (1+\lVert L_{n}\rVert _{\infty })\inf _{p\in P_{n}}\lVert f-p\rVert }
con la norma o constante de Lebesgue del operador de interpolación de Lagrange Ln de los nodos (t1, ..., tn+1 ) sea: 
{\displaystyle \lVert L_{n}\rVert _{\infty }={\overline {\Lambda }}_{n}(T)=\max _{-1\leq x\leq 1}\lambda _{n}(T;x),}
T son los ceros de los polinomios de Chebyshev, y las funciones de Lebesgue son 
{\displaystyle \lambda _{n}(T;x)=\sum _{j=1}^{n+1}\left|l_{j}(x)\right|,\quad l_{j}(x)=\prod _{\stackrel {i=1}{i\neq j}}^{n+1}{\frac {(x-t_{i})}{(t_{j}-t_{i})}}.}
Theodore A. Kilgore, Carl de Boor y Allan Pinkus demostraron que existe un ti único para cada Ln, aunque no se conoce explícitamente para polinomios (ordinarios). De manerasimilar, {\displaystyle {\underline {\Lambda }}_{n}(T)=\min _{-1\leq x\leq 1}\lambda _{n}(T;x)}, y la optimalidad de una elección de nodos se puede expresar como {\displaystyle {\overline {\Lambda }}_{n}-{\underline {\Lambda }}_{n}\geq 0.}
Para los nodos de Chebyshev que proporcionan una opción subóptima, pero analíticamente explícita, el comportamiento asintótico se conoce como
{\displaystyle {\overline {\Lambda }}_{n}(T)={\frac {2}{\pi }}\log(n+1)+{\frac {2}{\pi }}\left(\gamma +\log {\frac {8}{\pi }}\right)+\alpha _{n+1}}
(γ es la constante de Euler-Mascheroni) con 
{\displaystyle 0<\alpha _{n}<{\frac {\pi }{72n^{2}}}} para {\displaystyle n\geq 1,}
y límite superior
{\displaystyle {\overline {\Lambda }}_{n}(T)\leq {\frac {2}{\pi }}\log(n+1)+1}
Lev Brutman obtuvo el límite para {\displaystyle n\geq 3} y {\displaystyle {\hat {T}}} siendo los ceros de los polinomios de Chebyshev expandidos: 
{\displaystyle {\overline {\Lambda }}_{n}({\hat {T}})-{\underline {\Lambda }}_{n}({\hat {T}})<{\overline {\Lambda }}_{3}-{\frac {1}{6}}\cot {\frac {\pi }{8}}+{\frac {\pi }{64}}{\frac {1}{\sin ^{2}(3\pi /16)}}-{\frac {2}{\pi }}(\gamma -\log \pi )\approx 0.201.}
Rüdiger Günttner obtuvo, de una estimación más precisa para {\displaystyle n\geq 40}
{\displaystyle {\overline {\Lambda }}_{n}({\hat {T}})-{\underline {\Lambda }}_{n}({\hat {T}})<0.0196.}

## Discusión detallada
Esta sección proporciona más información sobre los pasos descritos anteriormente. En esta sección, el índice i se ejecuta de 0 a n +1. 
Paso 1: dado {\displaystyle x_{0},x_{1},...x_{n+1}}, resolver el sistema lineal de n+2 ecuaciones 
{\displaystyle b_{0}+b_{1}x_{i}+...+b_{n}x_{i}^{n}+(-1)^{i}E=f(x_{i})} (dónde {\displaystyle i=0,1,...n+1}),
por las incógnitas {\displaystyle b_{0},b_{1},...b_{n}} y E.
Debe quedar claro que {\displaystyle (-1)^{i}E} en esta ecuación solo tiene sentido si los nodos {\displaystyle x_{0},...,x_{n+1}} se ordenan, ya sea de manera estrictamente creciente o estrictamente decreciente. Entonces este sistema lineal tiene una solución única (como es bien sabido, no todos los sistemas lineales tienen una solución). Además, la solución se puede obtener solo con {\displaystyle O(n^{2})} operaciones aritméticas mientras que un solucionador estándar tomaría {\displaystyle O(n^{3})} operaciones. Una prueba simple: 
Calcule el interpolador estándar de n-ésimo grado {\displaystyle p_{1}(x)} a {\displaystyle f(x)} en los primeros n+1 nodos y también el grado interpolador estándar n-ésimo {\displaystyle p_{2}(x)} a las ordenadas {\displaystyle (-1)^{i}}
{\displaystyle p_{1}(x_{i})=f(x_{i}),p_{2}(x_{i})=(-1)^{i},i=0,...,n.}
Para este fin, use cada vez la fórmula de interpolación de Newton con las diferencias divididas de orden {\displaystyle 0,...,n} y {\displaystyle O(n^{2})} operaciones aritméticas. 
El polinomio {\displaystyle p_{2}(x)} tiene su i-ésimo cero entre {\displaystyle x_{i-1}} y {\displaystyle x_{i},\ i=1,...,n} y, por lo tanto, no hay más ceros entre {\displaystyle x_{n}} y {\displaystyle x_{n+1}} : {\displaystyle p_{2}(x_{n})} y {\displaystyle p_{2}(x_{n+1})} teniendo el mismo signo {\displaystyle (-1)^{n}} . 
La combinación lineal {\displaystyle p(x):=p_{1}(x)-p_{2}(x)\!\cdot \!E} también es un polinomio de grado ny
{\displaystyle p(x_{i})=p_{1}(x_{i})-p_{2}(x_{i})\!\cdot \!E\ =\ f(x_{i})-(-1)^{i}E,\ \ \ \ i=0,\ldots ,n.}
Esto es lo mismo que la ecuación anterior para {\displaystyle i=0,...,n} y para cualquier elección de E. La misma ecuación para i = n +1 es 
{\displaystyle p(x_{n+1})\ =\ p_{1}(x_{n+1})-p_{2}(x_{n+1})\!\cdot \!E\ =\ f(x_{n+1})-(-1)^{n+1}E} y necesita un razonamiento especial: resuelto para la variable E, es la definición de E :
{\displaystyle E\ :=\ {\frac {p_{1}(x_{n+1})-f(x_{n+1})}{p_{2}(x_{n+1})+(-1)^{n}}}.}
Como se mencionó anteriormente, los dos términos en el denominador tienen el mismo signo: E y por lo tanto {\displaystyle p(x)\equiv b_{0}+b_{1}x+\ldots +b_{n}x^{n}} siempre están bien definidos 
El error en los nodos ordenados n +2 dados es positivo y negativo a su vez porque 
{\displaystyle p(x_{i})-f(x_{i})\ =\ -(-1)^{i}E,\ \ i=0,...,n\!+\!1.}
El teorema de De La Vallée Poussin establece que bajo esta condición no existe un polinomio de grado n con un error menor que E. De hecho, si existiera tal polinomio, llámelo {\displaystyle {\tilde {p}}(x)}, entonces la diferencia {\displaystyle p(x)-{\tilde {p}}(x)=(p(x)-f(x))-({\tilde {p}}(x)-f(x))} seguiría siendo positivo/negativo en los n+2 nodos {\displaystyle x_{i}} y por lo tanto tienen al menos n+ ceros lo que es imposible para un polinomio de grado n . Por lo tanto, esta E es un límite inferior para el error mínimo que se puede lograr con polinomios de grado n . 
El paso 2 cambia la notación de {\displaystyle b_{0}+b_{1}x+...+b_{n}x^{n}} a {\displaystyle p(x)} . 
El paso 3 mejora los nodos de entrada {\displaystyle x_{0},...,x_{n+1}} y sus errores {\displaystyle \pm E} como sigue. 
En cada región P, el nodo actual {\displaystyle x_{i}} se reemplaza con el {\displaystyle {\bar {x}}_{i}} maximizador local y en cada N-región {\displaystyle x_{i}} se reemplaza con el minimizador local. (Se espera {\displaystyle {\bar {x}}_{0}} en A, {\displaystyle {\bar {x}}_{i}} cerca {\displaystyle x_{i}} y {\displaystyle {\bar {x}}_{n+1}} en B). No se requiere alta precisión aquí, la búsqueda de línea estándar con un par de ajustes cuadráticos debería ser suficiente. (Ver ) 
Sea {\displaystyle z_{i}:=p({\bar {x}}_{i})-f({\bar {x}}_{i})} . Cada amplitud {\displaystyle |z_{i}|} es mayor o igual que E. El teorema de de La Vallée Poussin y su prueba también se aplican a {\displaystyle z_{0},...,z_{n+1}} con {\displaystyle \min\{|z_{i}|\}\geq E} como el nuevo límite inferior para el mejor error posible con polinomios de grado n . 
Además, {\displaystyle \max\{|z_{i}|\}} es útil como un límite superior obvio para ese mejor error posible. 
Paso 4: con {\displaystyle \min \,\{|z_{i}|\}} y {\displaystyle \max \,\{|z_{i}|\}} como límite inferior y superior para el mejor error de aproximación posible, uno tiene un criterio de detención confiable: repite los pasos hasta que {\displaystyle \max\{|z_{i}|\}-\min\{|z_{i}|\}} es suficientemente pequeño o ya no disminuye. Estos límites indican el progreso.

## Variantes
A veces se reemplaza más de un punto de muestra es reemplazado al mismo tiempo con las ubicaciones de las diferencias absolutas máximas cercanas. 
A veces todos los puntos de muestra se reemplazan en una sola iteración con las ubicaciones de todos las diferencias máximas, alternando los signos.
A veces, el error relativo se usa para medir la diferencia entre la aproximación y la función, especialmente si la aproximación se usará para calcular la función en una computadora que usa aritmética de coma flotante. 
A veces, las restricciones de punto de error cero se incluyen en un Algoritmo de intercambio Remez modificado.